# Himàcion

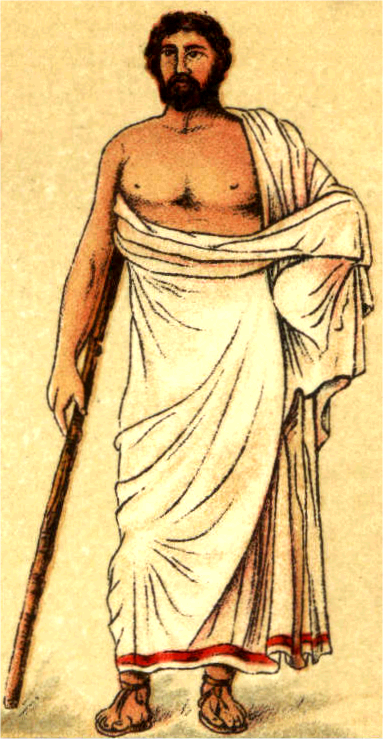
L'himatió

L'himàcion o himàtion (en grec antic: ἱμάτιον, himàtion) era una peça de roba utilitzada a l'antiga Grècia. L'utilitzaven tant dones com homes; era molt llarg, de llana blanca i de forma rectangular o quasi circular. Les dones el podien portar de cotó de colors o de vegades de seda. S'utilitzava sol o damunt el quitó, i penjava des de l'espatlla esquerra fins als turmells i, envoltant l'esquena, es deixava descansar sobre la mateixa espatlla. De vegades s'usava també per cobrir el cap. No tenia cap lligam o punt per a fixar-lo, a diferència de la clàmide.
Al final de la República Romana, l'himàcion era el mantell habitual dels romans, atès que era més pràctic que la túnica, que era més pesant i voluminosa. Els romans l'anomenaven pàl·lium.
Durant l'Imperi Romà d'Orient es va continuar utilitzant, sobretot com a vestimenta iconogràfica de Crist i altres figures bíbliques, encara que també es continuava utilitzant de manera habitual, sobretot en el cas d'homes d'edat avançada amb un estatus social relativament baix.